# Союз Т-10-1
Союз Т-10-1 (також вживається позначення Союз Т-10A) — радянський космічний корабель (КК) серії «Союз Т», типу Союз Т (7К-СТ). Серійний номер 16Л. Реєстраційні номери: NSSDC ID: 1983-F02; NORAD ID: F00940. Невдала спроба польоту до орбітальної станції Салют-7.
За хвилину до старту загорілась ракета-носій Союз-У. Ракета вибухнула на стартовому майданчику і значно пошкодила його, екіпаж врятовано системою аварійного рятування, що викинула капсулу геть із прискоренням 20 G.

## Екіпаж
- Основний

Командир — Титов Володимир Георгійович
Бортінженер — Стрекалов Геннадій Михайлович
- Дублер

Командир — Кизим Леонід Денисович
Бортінженер — Соловйов Володимир Олексійович
- Резервний

Командир — Васютін Володимир Володимирович
Бортінженер — Савіних Віктор Петрович

## Хронологія польоту
| Дата       | Час (UTC) | Подія | Схема |
| ---------- | --------- | --- | ----- |
| 1983 рік   |           | |       |
| 26 вересня | 19:37:49  | На космодромі Байконур перед запуском ракетою-носієм Союз-У (11А511У) космічного корабля Союз Т-10-1 з екіпажем Титов/Стрекалов загорілась ракета-носій; за 2 секунди до старту увімкнулась система аварійного рятування космонавтів. |       |
| 26 вересня | 19:43:02  | Посадка спускового апарата космічного корабля Союз Т-10-1 з екіпажем Титов/Стрекалов. |       |